# Garçon avec un chien
Garçon avec un chien, ou Garçon au chien est un tableau de scène de genre du peintre espagnol Bartolomé Esteban Murillo, réalisé entre 1655 et 1660, et conservé au Musée de l'Ermitage de Saint-Pétersbourg, en Russie.

## Description
Le tableau représente un enfant en haillons, coquin et gai, jouant avec un chien, et qui est le modèle thématique de beaucoup de tableaux de Murillo, enfants victimes des pénuries survenues au XVIIe siècle, et affectant une Séville noyée par les impôts et la concurrence de Cadix, après la peste de 1649,.